# Monastîrok, Dzerjînsk
Monastîrok (în ucraineană Монастирок) este un sat în comuna Iasnohorod din raionul Dzerjînsk, regiunea Jîtomîr, Ucraina.

## Demografie
Componența lingvistică a localității Monastîrok
     Ucraineană (100%)
Conform recensământului din 2001, toată populația localității Monastîrok era vorbitoare de ucraineană (100%).